# Ichneumon oviventroides
Ichneumon oviventroides är en stekelart som beskrevs av Hinz 1975. Ichneumon oviventroides ingår i släktet Ichneumon och familjen brokparasitsteklar. Inga underarter finns listade i Catalogue of Life.